# Stazione di Laon
La stazione di Laon (in francese Gare de Laon) è la principale stazione ferroviaria di Laon, Francia.